# Volume (finances)
Pour les articles homonymes, voir Volume (homonymie).
Sur les marchés de capitaux, le volume, ou volume de transactions, est le montant (nombre total) d'un titre (ou d'un ensemble donné de titres, ou d'un marché entier) qui a été négocié pendant une période donnée. Dans le contexte d'une seule action négociée en bourse, le volume est généralement rapporté comme le nombre d'actions qui ont changé de mains au cours d'une journée donnée. Les transactions sont mesurées sur les actions, les obligations, les contrats d'options, les contrats à terme et les matières premières.
Le volume moyen d'un titre sur une période plus longue est le montant total négocié au cours de celle-ci, divisé par la durée de la période. Par conséquent, l'unité de mesure du volume moyen est le nombre d'actions par unité de temps, généralement par jour de bourse.

## Importance
Le volume des transactions est généralement plus élevé lorsque le prix d'un titre change. Les nouvelles sur la situation financière, les produits ou les projets d'une entreprise, qu'elles soient positives ou négatives, entraînent généralement une augmentation temporaire du volume des échanges de ses actions.
Les variations du volume des échanges peuvent rendre les mouvements de prix observés plus significatifs. Un volume plus élevé pour une action est un indicateur d'une liquidité plus élevée sur le marché. Pour les investisseurs institutionnels qui souhaitent vendre un grand nombre d'actions d'une certaine action, une liquidité plus faible les obligera à vendre l'action lentement sur une plus longue période, pour éviter les pertes dues au glissement.

## Implications légales
Aux États-Unis, la règle 144 du Securities Act de 1933 limite l'achat ou la vente d'un montant d'un titre qui dépasse une certaine fraction de son volume de négociation moyen, également appelé volume relatif. Par conséquent, le calcul du volume des transactions est réglementé par la SEC.